# Heinrich Chanowsky
Heinrich Chanowsky von Langendorf (* um 1550 in Chanovice; † 1611/12 in Brettach) war der Begründer der pfälzisch-württembergischen Linie eines ursprünglich südböhmischen Rittergeschlechts, das über vier Generationen in Deutschland Bestand hatte.

## Abstammung
Heinrich Chanowsky entstammte dem südböhmischen Rittergeschlecht der Dlauhowesky, die ihren Namen nach dem Ort Dlouhá Ves (Langendorf) hatten. Ein Zweig der Dlauhowesky nannte sich nach ihrem Besitz im Ort Chanowitz im Kreis Pilsen Chanowsky. Stammherr dieser Linie war Johann Alexius Ritter Chanowsky-Dlauhowesky von Langendorf (ca. 1490–1540), der Großvater des Heinrich Chanowsky.

## Biografie

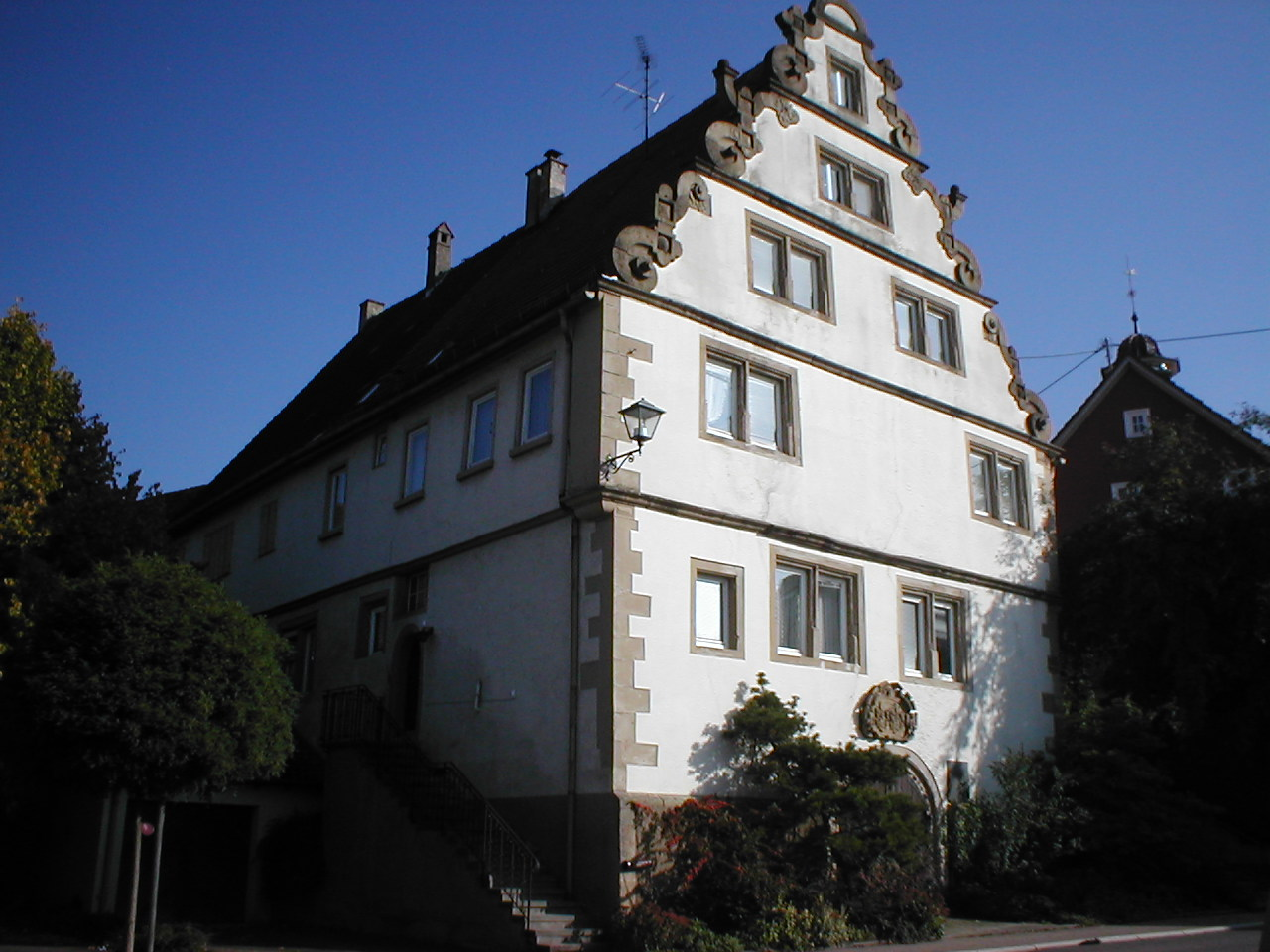
Chanowsky'sches Schlösschen in Brettach

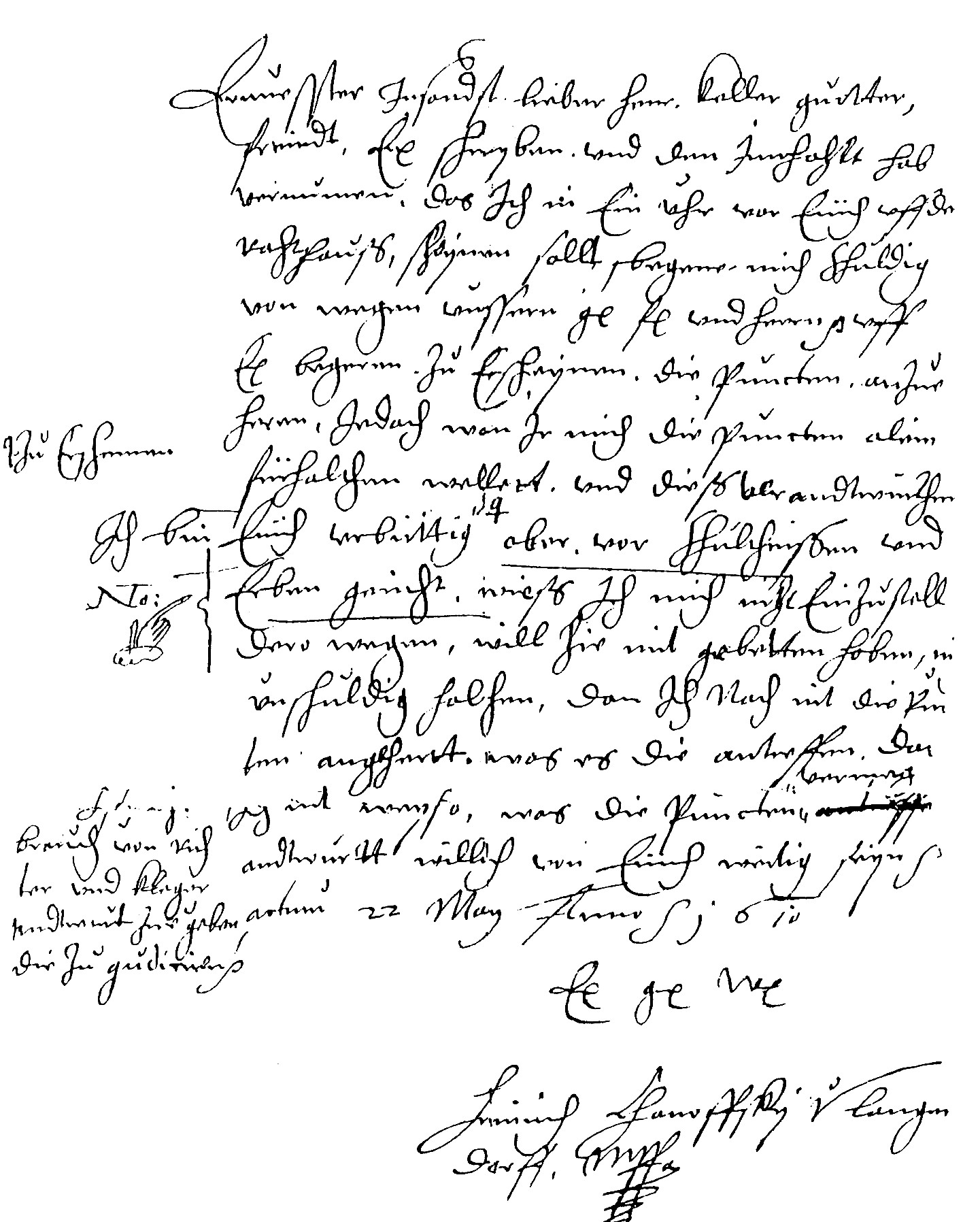
Ein Brief des Heinrich Chanowsky von Langendorf

Heinrich Chanowsky wurde um 1550 in Böhmen als Sohn von Wolfgang Heinrich Ritter Chanowsky-Dlauhowesky und dessen Gattin Eva Anna von Widhosticz geboren. Während sein Bruder Adam Chanowsky-Dlauhowesky die böhmische Linie der Chanowsky begründete, wurde Heinrich zum Begründer der pfälzisch-württembergischen Linie. Er heiratete um 1580 Johanna Raphi (* unbekannt; † um 1627) und hatte mit ihr fünf Kinder: Georg Heinrich Chanowsky (* um 1581; † 1636 in Straßburg), Friedrich Casimir Chanowsky (* um 1584; † 1648 in Stuttgart), Elisabeth Christina Chanowsky (* 1585; † 1659 in Straßburg), Friedrich Ludwig (* 1592; † 1645 in Straßburg) und Maria Johanna Chanowsky (* 16. Februar 1598 in Kochersteinsfeld; † 1638 in Straßburg).
Die Familie emigrierte in den 80er Jahren des 16. Jahrhunderts aufgrund ihrer protestantischen Glaubenszugehörigkeit aus Chanowitz. Heinrich Chanowsky wurde am 15. Januar 1584 von dem calvinistischen Administrator der Pfalz Johann Kasimir von der Pfalz-Simmern zum Hofjunker in Heidelberg ernannt und als Jäger für das kleine Waidwerk bestellt. Chanowsky war Lutheraner und Vertrauensperson der gleichgesinnten Pfalzgräfin Elisabeth sowie von deren Nichte Christina von der Pfalz. Nach dem Tode Johann Kasimirs erhielt Chanowsky von dessen Nachfolger Friedrich IV. einen erneuten Vertrag als Hofjunker und Waidmann. Um den Jahreswechsel 1593/94 verließ er die Kurpfalz, um im württembergischen Neuenstadt am Kocher in Diensten des Herzogs Friedrich I. Forstmeister des Neuenstädter Forstes zu werden.
Als seinen Herrensitz erbaute er in Brettach (heute ein Ortsteil von Langenbrettach) das Chanowskysche Schlösschen. 1664 wurde es von Herzog Friedrich von Württemberg-Neuenstadt, dem Bruder Herzog Eberhards III., erworben. Außer dem Schlösschen befand sich auch noch der heutige Lindenhof als Wirtschaftshof im Besitz der Familie.
Chanowsky blieb bis zum Alter von etwa 60 Jahren Forstmeister. Die letzte Besoldung erhielt er im Dezember 1609. Aus den Jahren 1610 und 1611 sind Unterlagen über verschiedene Streitigkeiten Brettacher Bürger mit Chanowsky erhalten, die letztlich durch ein Machtwort des württembergischen Herzogs Johann Friedrich geschlichtet wurden. Chanowsky wird letztmals als Taufpate am 21. Juli 1611 genannt. Am 1. März 1612 war er bereits verstorben. Er wurde in der Dorfkirche von Brettach beigesetzt, in der noch im 19. Jahrhundert ein Bruchstück seines Grabdenkmals erhalten gewesen sein soll.
Heinrich Chanowskys Sohn Friedrich Ludwig wurde während der Wirren des Dreißigjährigen Krieges um 1633 vorübergehend Herr der Orte Rißtissen, Wilflingen und der Stadt Ehingen in Oberschwaben. Er hatte diese stauffenbergischen und vorderösterreichischen und damit katholischen Herrschaften geschenkweise von den Schweden erhalten. Er musste als Folge der schwedischen Niederlage bei der Schlacht bei Nördlingen ebenso wie sein württembergischer Landesherr ins Straßburger Exil. Das Geschlecht starb in der männlichen Linie 1678 und endgültig 1743 aus.

## Wappen
Das Wappen der Chanowsky zeigte ursprünglich als Helmzier ein aufgerichtetes Pferd als Oberwappen, während das Unterwappen einen silbernen Rundschild mit einem Buckel in der Mitte im blauen Feld zeigt, das aber auch als Mühlstein beschrieben wird.
Die Geburt seiner drei Söhne veranlasste Heinrich Chanowsky die Helmzier seines Wappens mit drei Pfeilen zu ergänzen.
Heinrich Chanowsky behielt das Unterwappen bei und wiederholte den Mühlstein auch im Oberwappen, wobei er dem Mühlstein drei Pfeile hinzufügte, die sinnbildlich für seine Söhne Georg Heinrich, Friedrich Casimir und Friedrich Ludwig stehen können gemäß dem Psalm (127/4 und 5). Dort heißt es: „Wie die Pfeile in der Hand eines Starken, also geraten die jungen Knaben. Wohl dem, der seinen Köcher derselben voll hat, die werden nicht zu Schanden, wenn sie mit ihren Feinden handeln im Tor.“

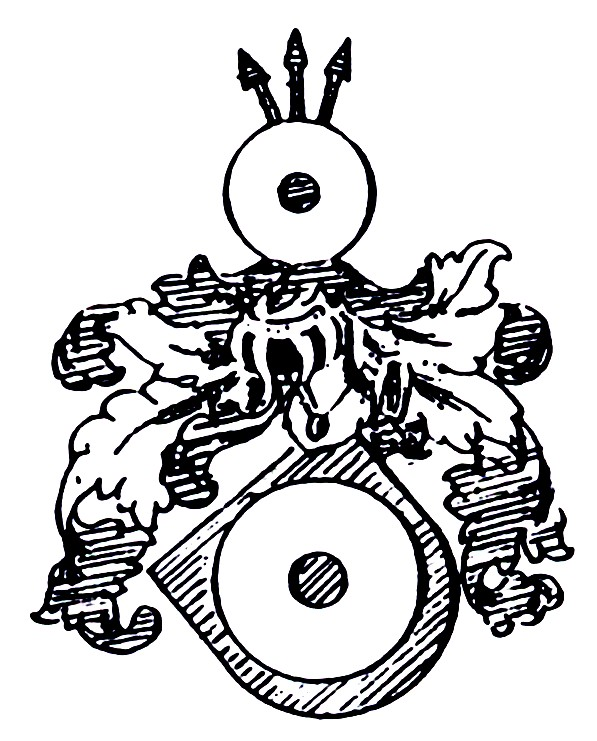
Wappen des Heinrich Chanowsky mit den drei Pfeilen, die sinnbildlich für drei Söhne stehen
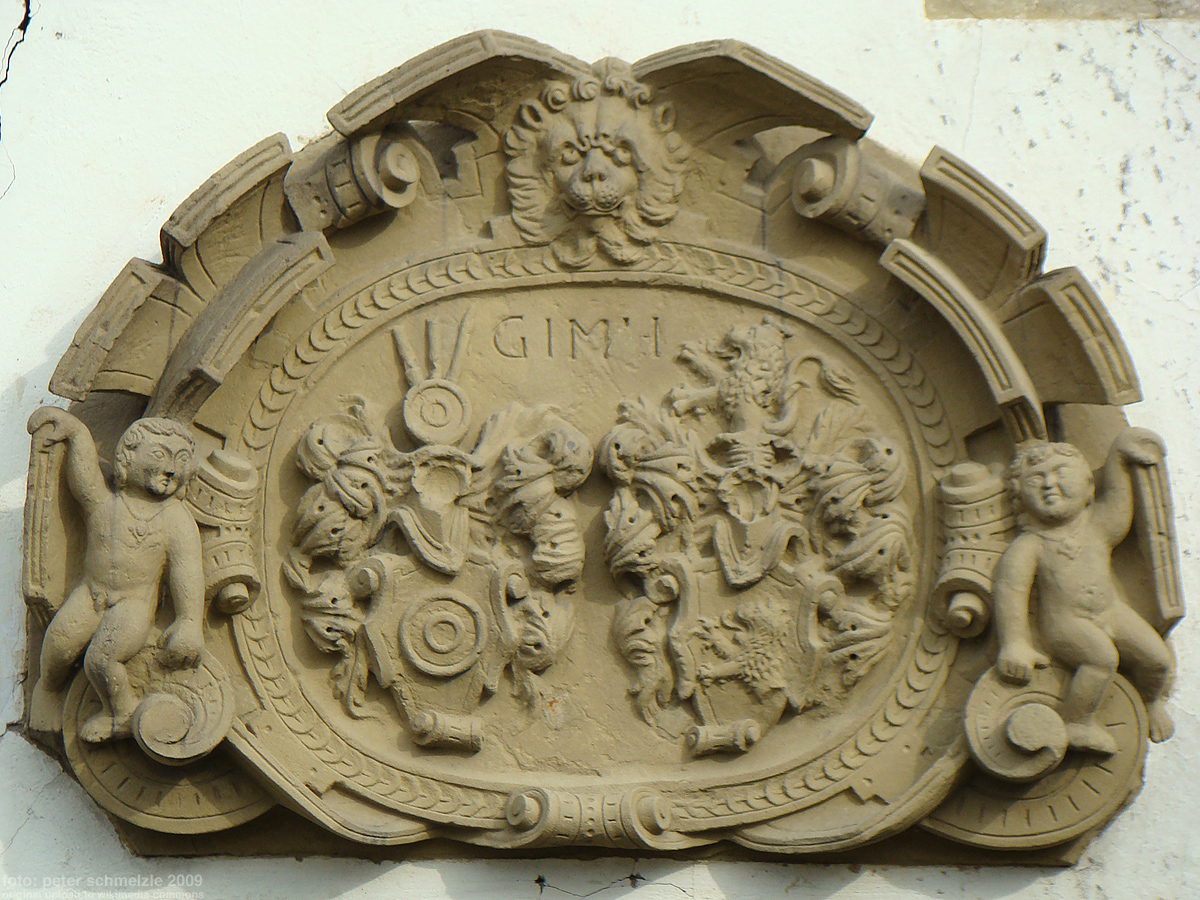
Chanowsky-Wappen um 1595 am Schlösschen in Brettach